# Quimbanda
La paraula quimbanda o kimbanda, prové del kimbundu (una llengua bantú de la zona d'Angola) i és relacionat amb el doctor tradicional o "remeier" de les zones d'Angola. El significat és: "Aquell que es comunica amb el més enllà" o també aquell que pot comunicar-se amb l'"art de guarir", ja que aquest és un altre dels significats de la terminació "mbanda". La mbanda, és el tipus de ritual practicat pel kimbanda a Angola per efectuar curacions i invocacions a ancestres espirituals (altres kimbandes o tatas) que podrien comunicar-se amb les persones a través del seu cos, tal qual ho fan els esperits a través d'un mèdium.
Més tard la paraula mbanda a Brasil es transformaria en "Umbanda" per raons fonètiques i serviria per identificar un tipus de culte en el qual determinats esperits de remeiers africans i xamans indígenes poden prendre contacte amb els creients a través del tràngol del mèdium, portant pau, esperança, caritat i ajuda espiritual als adeptes.

## Orígens de la Quimbanda com un culte a Brasil
Aquest tipus de rituals i pràctiques van arribar al Brasil a través dels esclaus portats des de les regions bantús des d'Angola i Congo. Ja a Brasil s'adapta al mitjà i aquells esclaus que eren kimbanders o kimbandes, comencen a rebre influències de les creences indígenes locals, d'altres grups d'esclaus com els Nagó, els Fon, Malés, entre altres i a més de l'home blanc, de qui prenen prestat el concepte del mal identificat com el Diable o Dimoni, el qual és usat justament per espantar al propi amo. De tot aquest gresol sorgeixen diverses formes de cultes denominats "macumbes" o "makumbes", entre ells un tipus de macumba que finalment acaba sent anomenada "kimbanda".Antics sacerdots curadors provinents de les tribus d'Angola (kimbandes) ja es podien veure en els rituals d'Umbanda. Aquests arribaven amb el nom de Exú (mascle) i Pomba-Gira (femella); el que fa la kimbanda és oferir un culte propi a aquestes entitats espirituals.

## El Culte dels Exú en Quimbanda
Aquest culte no és considerat una religió sinó que es tracta d'un culte paral·lel, que es realitza sempre amb un "reforç", per dir-ho així, ja que la kimbanda no té un credo, sinó que és un culte adaptable a altres religions afros. La paraula "exu" prové del nom del Orixá Exu, Bará pel Batuque, Exú pel Candomblé, qui està encarregat de fiscalitzar aquest culte. Aquest culte no és depenent de la Umbanda, sinó que aplega d'alguna manera als corrents africans (ja que aquí si hi que hi ha assentaments, l'ús de la sang, els "axés" que es lliuren, entre altres coses). Aquest culte no parla del camí del bé o del mal, ja que aquests viuen en cada persona, sinó que aquests esperits guien a les persones a través dels passos o decisions més convenients en la seva vida. El ritual és naturalista, s'utilitzen símbols, ja que la kimbanda és simbolista, en la seva forma, tot té un significat.

## Consagracions
En kimbanda no existeix el baptisme o "rentada de cap" i tampoc es fa borí (alimentar espiritualment el cap d'algú, com a part de l'Ésser humà que representa a la divinitat), ja que Exu no rep caps, és a dir, no té "fills de orixá", doncs Exu no és considerat com un "orixá"; però si hi ha una línia de jerarquia, ja que l'entitat en cap no és la que obre pas a la resta d'entitats "noves", sinó que és l'Agent Còsmic Universal que regula l'equilibri de totes les coses i fa possible que es doni el moviment i la transmutació al món material i espiritual. Sent així, el cap de la persona que practiqui kimbanda sempre és "rentada en orixá" i mai és tocada en kimbanda encara que certament existeix un fil conductor que uneix en un mateix llinatge o línia a totes les entitats que rep un mèdium amb el seu orixa regenti. Les consagracions en kimbanda es fan del coll cap avall i la "casa" on habitaria exu en el cos dels mèdiums es prepararia a través del "creuament per dins" i aquest part del sincretisme del ritual. Cada entitat té les seves particularitats, però en la Kimbanda pròpiament dita l'avanç astral de l'entitat i del mèdium es fa a través d'obligacions, es pot veure quan avançat està aquest esperit a través de proves que demandarà el cap de kimbanda del lloc, després d'aprovada cada prova se li atorgarà a aquesta entitat i al mèdium que la rep una "imperial" o collaret que portarà segons el grau d'aprenentatge que aquesta entitat posseeix. Cada "imperial" dirà que grau té aquest Exú com també el lloc al qual pertany segons els colors que aquesta posseeixi. Les "obligacions són rituals de passatge de grau, per dir-ho així, no tenen una fi, aquesta entitat és sempre pertanyent a una família i sempre fa obligacions per avançar en la seva astral. Com a molts cultes espiritistes, els esperits no estan solos sinó que són acompanyats per les seves "famílies astrals".

## Entitats
Les entitats que arriben en la kimbanda són totes denominades genèricament "Exu", així es presentin com a esperits masculins o femenins. No obstant això, per diferenciar les energies, als Exu femenins o Exu-Mulher se'ls flama "Pomba-Gira". Aquestes entitats no van acabar la seva evolució en vida, i per això treballen per ser "entitats de llum", els quals arriben en els mèdiums de kimbanda a portar consells, pau, adoctrinar i a ajudar espiritualment a tots els adeptes. Quan estan presents en els seus mèdiums o "cabalhos" usen vestimentes típiques de l'època en què van viure, la qual s'estén des de finals del segle XVII fins a finals del XIX, per això és comú veure que usin capes, galeres, capelines i vestits de dames antigues. També per les seves robes o llenguatge, en general portuguès, i en alguns casos francès, podem saber que tipus de vida van tenir aquests esperits abans de ser elevats en el astral per convertir-se en energia. En pocs casos, els més avançats en la incorporació poden recordar que van ser en les seves vides.

## Quimbanda com a ritual

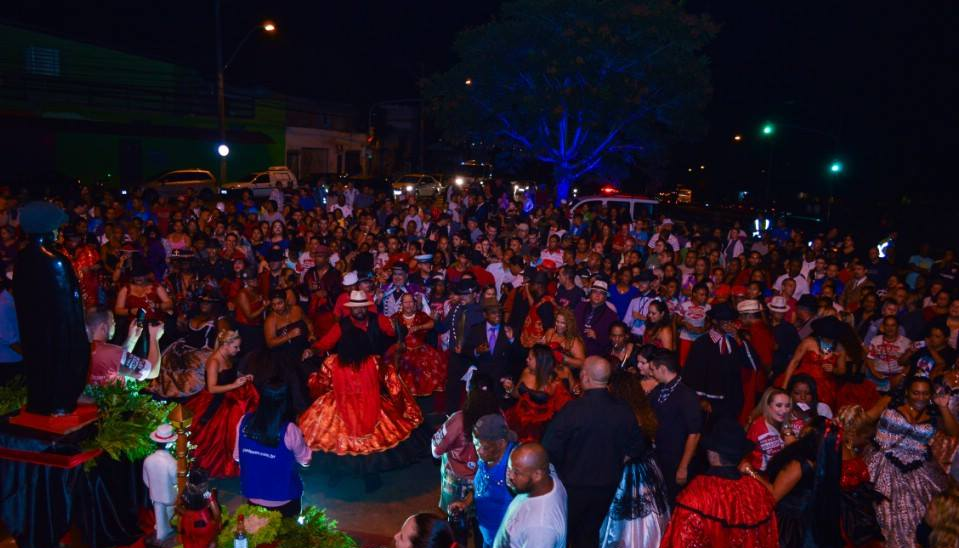
Quimbanda a Brasil

El ritual més comú dins d'aquest culte és la "Gira de Exú" on els mèdiums es reuneixen per realitzar incorporacions espirituals, aquests esperits són invocats a través de variats càntics (alguns molt eufòrics i uns altres no tant) molt populars entre els seus adeptes que narren històries i llegendes d'aquestes entitats espirituals durant la seva vida terrenal, aquests càntics són acompanyats de diversos instruments tradicionals del culte afro com a tambors, macumbes i l'agogó, Durant la incorporació els mèdiums vestits amb robes d'estil colonial antic, que reflecteixen costums d'aquests ens, són agradats amb diferents begudes, cigars i cigarretes; els concurrents i espectadors que no pertanyen a la litúrgia s'acosten a conversar amb els mèdiums per la seva principal peculiaritat de realitzar treballs d'unió de parella, obertures de camins, neteges, protecció, etc.